# Claire Franek
Pour les articles homonymes, voir Franek.
Œuvres principales
Tous à poil !
Compléments
Également Illustratrice
Claire Franek, née Claire Beaudout le 28 juillet 1966 à Paris, et décédée dans la même ville le 9 mars 2016, est une auteure pour la jeunesse et illustratrice française.

## Biographie
Claire Franek est née le 28 juillet 1966 à Paris. Elle a étudié les arts plastiques à l'École Olivier de Serres à Paris, la scénographie aux Arts déco de Paris, puis le métier de marionnettiste à l'École de marionnettes de Prague.
Elle a fait ses études à l'École nationale supérieure des arts appliqués et des métiers d'art à Paris,.
Elle commence sa carrière en 1996 avec la publication de l'album Qui est au bout du fil ?.
Claire Franek a pour compagnon Marc Daniau, le couple a quatre enfants.
Elle obtient le Prix Chronos 2000, catégorie CM1 – CM2, pour Mémé, t'as du courrier qu'elle a illustré, sur un texte de Jo Hoestlandt.
Son livre Tous à poil ! (2011, Éditions du Rouergue), illustré par Marc Daniau, est un livre portant sur l'acceptation du corps de chacun, face aux publicités, à ce que l'on voit dans les médias et autres qui nous présentent le corps dans une manière idéale, ce qui amène au complexe pour certains. Ses ventes ont rebondi en 2014 à la suite d'une polémique déclenchée à son sujet par Jean-François Copé, polémique née du fait que le livre aurait été recommandé dans les écoles par le ministère de l'Éducation  nationale. Chose vite démentie, car ce livre est utilisé par les professeurs dans les écoles sur leur choix, avec des associations, mais aussi dans des hôpitaux (par exemple pour les cas d'anorexie).
Elle a également réalisé  des  cartes  postales, des  petits  cahiers, des tee-shirts ainsi que des décors de théâtre.
Claire Franek est morte le 9 mars 2016 à l'âge de 49 ans.

## Publications
- Le grand spectacle, Editions du Rouergue , 2016
- La fabrique à musique, texte de Ghislaine Beaudout, co-illustré avec Carole Chaix, Éditions Thierry Magnier, coll. « Livres pratiques », 2015
- Ma vie dans un grille pain, texte de Mikaël Ollivier, Éditions Sarbacane, 2014
- King Kaloumar, texte de Guillaume Guéraud, Éditions Sarbacane, 2013
- Je vous présente Gaston !, texte de Raphaële Frier, Éditions L'édune, 2012
- Tous à poil !, illustré par Marc Daniau, Éditions du Rouergue, 2011[11]
- La fabrique à Théâtre, texte de Ghislaine Beaudout, Éditions Thierry Magnier, 2011
- Tout le monde à dos ! , texte d'Annie Agopian, Éditions du Rouerge, 2011
- Le jeu de cette famille, texte d'Annie Agopian, Éditions du Rouerge, 2009
- La fête foraine, La maison est en carton, 2009
- L'Almanach Bric à Brac, texte de Virginie Aladjidi et Caroline Pélissier, Éditions Thierry Magnier, 2008
- La lettre O, Éditions l'édune, 2008
- Fred a peur de la rentrée, Fred est amoureux, Le Papa d'Héloïse est au chômage, Fred a perdu son chien, Fred se dispute avec tout le monde, Le copain de Fred accro aux jeux vidéo, Fred et la fille différente, Fred fait la tête, textes de Fanny Joly, Éditions Hachette jeunesse, coll. « Les p'tits soucis », 2001-2008
- Le facteur n'est pas passé, Éditions Thierry Magnier, 2007
- Gros dodo, texte de Hélène Vignal, Éditions du Rouergue, coll. « Zig Zag », 2007
- Non-Non et Grand Ours Blond, Éditions Thierry Magnier, 2006
- Moins une…, texte de Annie Agopian, Éditions du Rouergue, 2005
- Je fais un oiseau pour la paix, texte d'Alain Serres, Rue du Monde, 2005
- Si j'y suis…, texte de Ghislaine Beaudout, Éditions du Rouergue, 2004
- La trompe de l'éléphant, texte d' Alain Bosquet, Rue du Monde, coll. « Petits géants », 2004
- Rendez-vous à 4 heures et demie, Éditions Thierry Magnier, 2004
- Mémé, t'as du courrier !, texte de Jo Hoestlandt, Nathan, coll. « Pleine Lune », 2004
- La ferme hallucinante, texte de Frank Secka, Éditions du Rouergue, coll. « Zig Zag », 2003
- J'ai drôlement la chance d'être née le jour de mon anniversaire, texte d'Annie Agopian, Éditions Casterman, 2003
- La belle est la bête, texte de Guillaume Guéraud, Éditions Thierry Magnier, 2002
- Fanette chaque jour, texte de Myriam Cliche, Éditions Casterman, coll. « Courant d'air », 2002
- Signes de gourmandise, texte de Bénédicte Gourdon, Éditions Thierry Magnier, coll. « Signes », 2001
- Le drame, Éditions du Rouergue, 2000
- Moi guerrier, toi pou, texte de Guillaume Tibo, Éditions Casterman, coll. « Histoires. Six et plus », 2000
- Billes de clown, texte de Ghislaine Beaudout, Éditions Casterman, coll. « Courant d'air », 2000
- Dans 3500 mercredis, texte d'Annie Agopian, Éditions du Rouergue, 1999
- Quel malheur, texte de Ghislaine Beaudout, Éditions Casterman, 1998
- La nuit, texte de Ghislaine Beaudout, Éditions Casterman, coll. « Courant d'air », 1997
- Qui est au bout du fil ? Éditions du Rouergue, 1996